# Talara togata
Talara togata là một loài bướm đêm thuộc phân họ Arctiinae, họ Erebidae.